# Juncus llanquihuensis
Juncus llanquihuensis är en tågväxtart som beskrevs av Manuel Barros. Juncus llanquihuensis ingår i släktet tåg, och familjen tågväxter. Inga underarter finns listade i Catalogue of Life.